# Infamous: Second Son
Infamous Second Son (estilizado como inFAMOUS: Second Son) es un videojuego de acción-aventura hack & slash de mundo abierto desarrollado por Sucker Punch Productions y publicado por Sony Computer Entertainment. La secuela independiente de inFAMOUS 2 de 2011 y la tercera entrega de la serie inFAMOUS, el juego fue lanzado para PlayStation 4 el 21 de marzo de 2014. El protagonista controlado por el jugador posee habilidades de superpoderes que los jugadores usan en combate y cuando viajan por la ciudad. La historia sigue al protagonista Delsin Rowe luchando contra el Departamento de Protección Unificada (D.U.P.) en un Seattle ficticio. En el transcurso del juego, Delsin adquiere nuevos poderes y se convierte en bueno o malo a medida que las elecciones del jugador influyen en su moralidad.
Sucker Punch comenzó a desarrollar Infamous: Second Son ya en 2011, cuándo comenzó las conversaciones con Sony para llevar la serie Infamous una nueva generación de hardware. El desarrollador proporcionó comentarios a Sony sobre las evoluciones de hardware que le gustaría ver en PlayStation 4. Sucker Punch considera que Second Son es un "nuevo comienzo" para la serie porque cuenta con un nuevo protagonista. Los poderes de Delsin fueron diseñados para sentirse fluidos y adecuados para el diseño del mundo abierto.
inFAMOUS: Second Son recibió críticas positivas de los críticos, que elogiaron su jugabilidad, combate, efectos visuales y diseño, mientras que las críticas de dirigieron al sistema de moralidad, que algunos consideraron anticuado y binario, así como las misiones secundarias repetitivas. La historia fue recibida con una respuesta mixta, ya que algunos críticos consideraron que la narrativa y los personajes eran un paso atrás con respecto a las entregas anteriores de la serie, mientras que otros vieron la escritura como una mejora con respecto a sus predecesores. El juego vendió más de un millón de unidades a los nueve días de su lanzamiento y seis millones de unidades en junio de 2019, lo que lo convierte en la entrada más vendida de la serie inFAMOUS y uno de los juegos más vendidos de PlayStation 4.

## Historia
Delsin Rowe es un joven de 24 años de edad, artista de grafitis y joven delincuente. Un día, mientras escapaba de la policía por cometer actos de vandalismo con respecto a un anuncio en donde aparecía su hermano Reggie, que es policía, Delsin llega a la casa comunal de su tribu, los Akomish, pero es sorprendido por Reggie, quien le reprende por el desperdicio de su vida. En ese momento, ambos son testigos de un accidente de un camión del ejército, el cual transportaba a prisioneros conductores, personas quienes poseían la habilidad de canalizar poderes, denominados comúnmente como bioterroristas a modo de inspirar terror en la población. Los prisioneros logran escapar y Reggie va por ellos, pero uno permanece atrapado: Hank Daughtry. Delsin lo ayuda a salir y aparece Reggie que intenta detener a Hank, por lo que este intenta defenderse, y en un momento de distracción, Delsin adquiere accidentalmente los poderes de Hank: El humo.
Minutos más tarde, Hank es atrapado por Brooke Augustine, una conductora con poderes de hormigón y líder del "DUP" (Department of Unified Protection). Es aquí donde el jugador tiene la opción de entregarse y confesar ser un conductor para proteger a Betty, quien es la figura materna para los hermanos Rowe tras la muerte de sus padres, o sacrificar a la tribu para ocultar su identidad. De cualquier forma, Augustine dejará a todos inmovilizados en la casa comunal, incluyendo a Delsin, y a la anciana Betty. Este se dispone a encontrar a Augustine para absorber sus poderes y salvar a la tribu Akomish. Con la ayuda de su hermano mayor y policía Reggie, se dirigen a Seattle, Washington, donde Delsin descubre que puede aprender nuevos trucos de humo gracias a los relés centrales esparcidos en toda la ciudad, los cuales sólo Reggie conoce la ubicación exacta de todos.
En su persecución a Augustine, se encuentran con otros conductores, siendo Fetch (Abigail Walker) la primera conductora que encuentran. Se trata de una chica drogadicta que asesina narcotraficantes y que tiene poderes de neón. Delsin quiere absorber sus poderes debido a su obsesión por aprender más habilidades, cosa que finalmente consigue. Con este hecho, además, conoce la historia del pasado de Fetch: al querer ser entregada por sus padres, Fetch y su hermano Brent huyeron de casa a una temprana edad.
Fetch y Brent se volvieron adictos a las drogas y en un arranque de ira y confusión ella asesinó a su propio hermano, motivo por el cual ella guarda tanto rencor y odio a los narcotraficantes. El jugador puede redimir a Fetch, y así destruir un cargamento de drogas en los muelles, con Fetch renunciando a sus asesinatos y haciéndose amiga de Delsin; o bien puede corromperla, donde Delsin la convencerá de asesinar a los activistas anti-conductores. Es entonces que, en un parque, Fetch matara al líder de los activistas en televisión. Tras esto Delsin y Fetch tendrán relaciones en el parque. Delsin encuentra a Agustine por primera vez y ésta se percata de sus nuevas habilidades y su poder sobre el neón. Justo después de que ella le encierra en hormigón, un objeto volador rescata y traslada a Delsin hacia el otro lado de la ciudad.
Después de eso, un admirador secreto llamado Eugene, un joven inteligente pero tímido, lo ayuda en ocasiones a rastrear personas por medio de su teléfono móvil. Tiempo después descubre que fue un ángel quién lo llevó volando y de que éstos sólo secuestran conductores. Delsin idea un plan con su hermano Reggie para averiguar el sitio de donde provienen dichos ángeles. Delsin observa que son ángeles de vídeo y que un conductor los invoca, y no sólo a ángeles, sino también a demonios. Después de entrar a su mundo y derrotarlo descubre que el misterioso conductor es Eugene y le transfiere los poderes de vídeo. Delsin, impresionado por su nuevo poder, está decidido a acabar con Agustine pero se encuentra con otro conductor, el cual resulta ser Hank, quien creyó que Augustine había asesinado.
Delsin empieza a confiar en Hank, quien le ofrece trabajar en equipo para derrotar a Augustine. El joven encuentra a Augustine por segunda vez, pero es traicionado por Hank y capturado. Reggie llega y libera a su hermano del hormigón, pero Augustine ataca a Reggie, quien queda cubierto de hormigón, y a punto de caer de un precipicio, sujeto de Delsin. Reggie se sacrifica para salvarlo, dejándose caer al vacío y muriendo en el proceso. Esta vez, un Delsin enfurecido ataca a Augustine, pero ésta logra escapar. Delsin desea vengar a su hermano encontrando a Hank, por lo que le rastrea y le encuentra a punto de escaparse con su hija, que había sido capturada por el DUP.
En este punto del juego está la decisión de perdonarle la vida o asesinarlo. Decida lo que decida, Delsin se dirige hacia la torre principal del "DUP" para acabar definitivamente con Augustine. Después de escalar la torre con la ayuda de Fetch y Eugene, Delsin se encuentra con Augustine por tercera y última vez. Los dos, decididos a acabar el uno con el otro en una lucha a muerte, se enzarzan en una batalla. Delsin logra dejarla fuera de combate, absorbe sus poderes y descubre la historia de su vida: Siete años atrás, en una época en la que los conductores eran perseguidos y asesinados masivamente por el ejército, Augustine era miembro del ejército y a la vez una conductora. En su "exilio" conoció a una niña que también era conductora, ambas huyeron del peligro juntas hasta que Augustine, en un momento, atrapó a su aliada frente de los soldados para mostrar lealtad a estos. Ella creó el DUP bajo la promoción de paz para ciudadanos normales, pero en realidad su objetivo era capturar a los conductores y mantenerlos a salvo en la prisión de Curdun Cay, contra su voluntad, pero seguros. Volviendo al presente, Augustine, con más fuerza, decide acabar de una vez con Delsin, pero es derrotada debido a los relés centrales que Eugene encontraba para Delsin y que hacían que éste fortaleciera su nuevo poder de hormigón, hasta que Augustine es derrotada. El final varía según el karma escogido a lo largo del juego.
En el final del karma "Infame", Delsin asesina a Augustine y, junto a Fetch y Eugene, toma el control total sobre Seattle, impartiendo el terror y violencia sobre sus habitantes. Delsin tiene planeado absorber los poderes de los conductores encerrados en Curdun Cay, pero primero regresa la casa comunal. Al llegar, Betty le cierra el paso a Delsin y asegura haber visto las atrocidades que cometió en televisión y lo desecha de la tribu Akomish por haber deshonrado el nombre de sus ancestros y de su hermano. Tras cerrarle la puerta, Delsin, cegado por la ira, se desplaza hacia arriba con humo para acabar con la tribu incluyendo a Betty. En el final del karma "Héroe", Delsin expone a Augustine al mundo para que se sepa la verdad, y junto a Fetch y Eugene desmantelan la torre y reducen el control del DUP para restaurar la paz en Seattle, con la aprobación del público. Delsin se convierte en el líder de un movimiento de tolerancia entre conductores y personas normales, y los presos de Curdun Cay son finalmente liberados para que sean libres de regresar a sus vidas cotidianas. Pero primero, Delsin regresa a la casa comunal. Una vez allí, Betty despierta y se encuentra a Delsin, curándola y quitándole el hormigón de su pierna. Betty le agradece a Delsin por haberle salvado la vida y pregunta por Reggie, a lo que Delsin contesta que Reggie lo salvó. La escena termina con Delsin en el techo del principio del juego, esta vez usando el grafiti para una buena causa (pintando la imagen de Reggie y la de él en un mural homenaje a su hermano fallecido). Acto siguiente, Delsin se marcha de la escena, concluyendo así el juego.

## Sistema de juego
El modo de juego es similar a los juegos de Infamous anteriores, compartiendo el elemento de mundo abierto, así como su diseño de disparos en tercera persona. Delsin usa la cadena envuelta alrededor de su brazo como su principal arma cuerpo a cuerpo, que se utiliza en conjunto con otras potencias que absorbe a través del juego. En lugar del sistema de puntería típica de los juegos anteriores, el jugador no tiene que mantener pulsado el botón L1 para apuntar, y sólo es capaz de disparar cuando lo deseen, mediante una retícula permanente en la pantalla para apuntar. El parkour regresa como un elemento importante, y se ejecuta de la misma manera, saltando por las paredes, Delsin va a recoger con fuerza automáticamente repisas, de la cual puede pasar, tirar de él a otra cornisa, o disparar sus armas. Actualmente, los poderes de Delsin son el humo, la energía neón capaz de absorberla de luces o lámparas, el vídeo capaz de absorberlo de antenas de televisión, y el hormigón, que se obtiene casi al final del juego de Augustine, la jefa del DUP. Los actores retratan a sus personajes a través de una combinación de la captura de movimiento y de trabajo de la voz. La tecnología también se ha mejorado para incluir la captura de las expresiones faciales de los actores.

## Personajes
Delsin Rowe: (Protagonista principal) Un joven grafitero de Salmon Bay, el cual obtiene sus poderes gracias a Hank Daughtry, un prisionero conductor del D.U.P. El jugador puede elegir si es el Héroe o el Infame, pero esta opción puede ser revertida obteniendo karma bueno y viceversa. Su poder es el de recibir otros poderes al entrar en contacto con demás conductores como Hank, Fetch, Eugene y Agustine respectivamente.
Reggie Rowe: Hermano mayor de Delsin, lo ayuda a salvar a la tribu y, en ocasiones, le enseña las ubicaciones de los relés centrales. Antes de que Delsin obtuviera sus poderes, Reggie se había creído la propaganda del D.U.P. sobre los bioterroristas. En la primera pelea con Augustine, Reggie muere por salvar a su hermano lanzando un misil con un lanzacohetes, siendo este asesinado por Augustine.
Henry "Hank" Daughtry: Es un ex-convicto con poderes de humo que, al encontrarse con Delsin por primera vez, éste último accidentalmente absorbe sus poderes. No se sabe mucho de Hank, sólo que tiene una hija y que, antes de ser capturado por el D.U.P. había escapado múltiples veces de prisión. Cerca del final del juego, Hank traiciona a Delsin, causando en consecuencia la muerte de Reggie. Si el jugador escoge dejar vivir a Hank (camino del Héroe), este último podrá reunirse con su hija. Si se elige matar a Hank (camino Infame), Delsin se dejará llevar por el sentimiento de furia y acabará con la vida de Hank, impidiendo que vuelva a ver a su hija.
Brooke Augustine: Es considerada la villana del juego, ya que, al descubrir que Delsin es un conductor, esta lo ataca con poder de concreto, insertándole pedazos de éste en su pierna y hace lo mismo con gran parte de la tribu Akomish, siendo Delsin el único que se recupera, ya que tiene curación rápida. Si se llega al final del juego como Héroe, Delsin absorbe los poderes de concreto de Augustine para poder curar a su tribu de los daños causados por ella, y en vez de matarla, expone al mundo quien es ella realmente. En el final Infame, Delsin asesina a Augustine, y al ser rechazado por Betty y su tribu, este acabó con la tribu junto a Betty.
Abigail "Fetch" Walker: Una joven ex-drogadicta que le transfiere sus poderes de Neón a Delsin y que se une a él para acabar con el tráfico de drogas. Si se elige redimir a Fetch, se harán amigos y (camino de Héroe) Delsin intentara convencer a Fetch de que asesinar a traficantes no es la mejor opción. Si se elige corromper a Fetch, (camino Infame) Delsin le dará la razón a Fetch, es decir, ayudarla a asesinar a traficantes. En este camino también se crea un interés amoroso.
Betty: Es una anciana y es una parte de valor para Delsin, es parte importante de la tribu Akomish. En el final de Héroe del juego, Delsin llega a la casa comunal (que fue convertida temporalmente en una especie de hospital) para curar a Betty y su tribu de los daños causados por Augustine y su poder de concreto. En el final Infame, Delsin intenta entrar a la casa comuna, pero Betty no lo permite entrar porque se convirtió en un asesino, siendo rechazado completamente de la tribu Akomish. Luego Delsin procederá a acabar con la tribu junto a Betty con sus poderes de conductor.
Eugene Sims: Es un joven jugador tímido, amigo y admirador de Delsin, le transfiere los poderes de Vídeo. Si el jugador elige redimir a Eugene, éste lo ayudará a rescatar a supuestos conductores de los Akulan (una organización criminal rusa con posturas anti-conductores), estos últimos teniendo intenciones de entregarlos al D.U.P. para así ganar dinero, lo que incentivará a Eugene a salir él mismo a la acción en lugar de quedarse en su guarida. En cambio, si se elige corromper a Eugene, escogerá enfrentarse y matar a los Akulan.